# سلم (شجر)

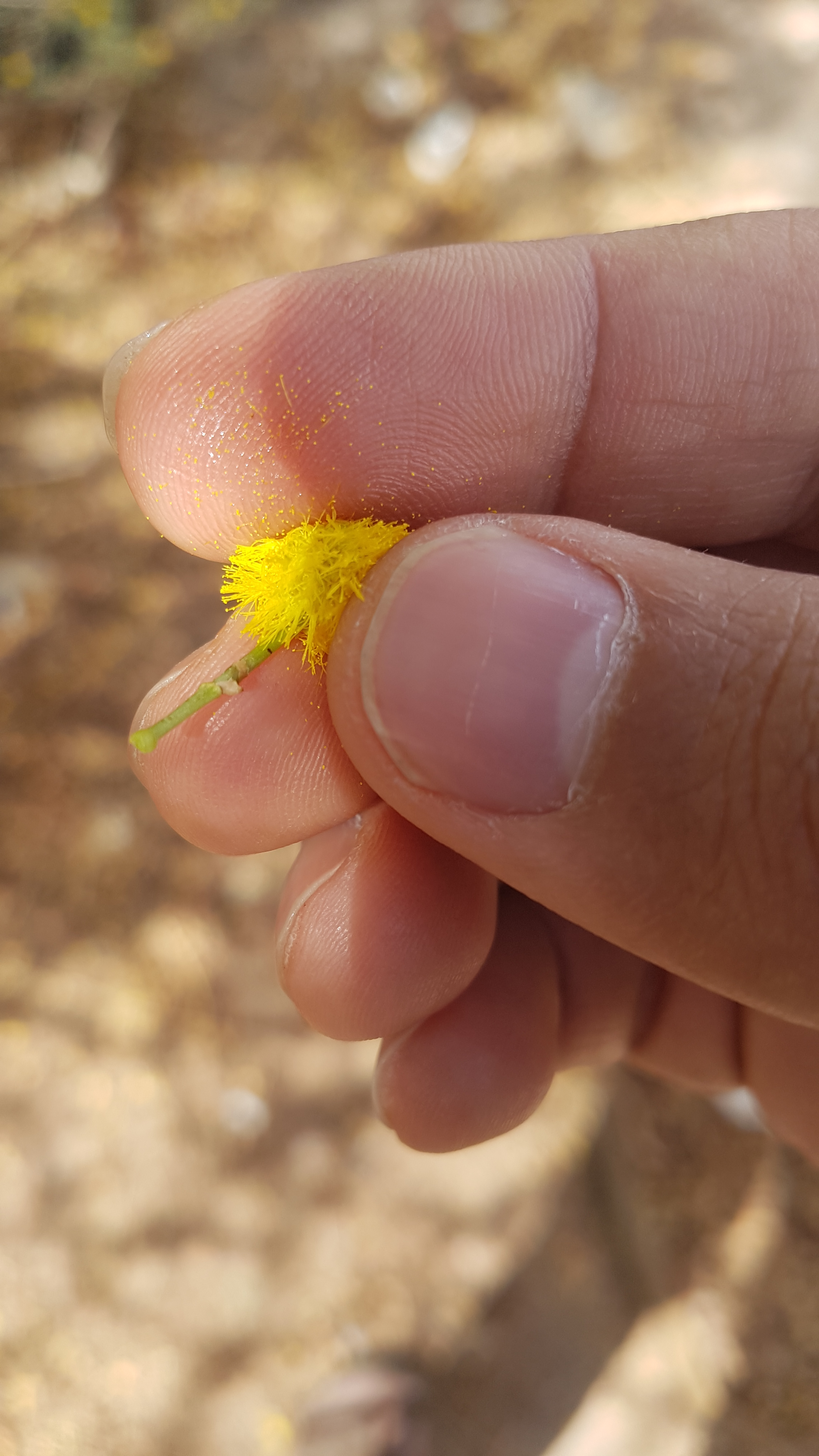
بلة السلم الصفراء

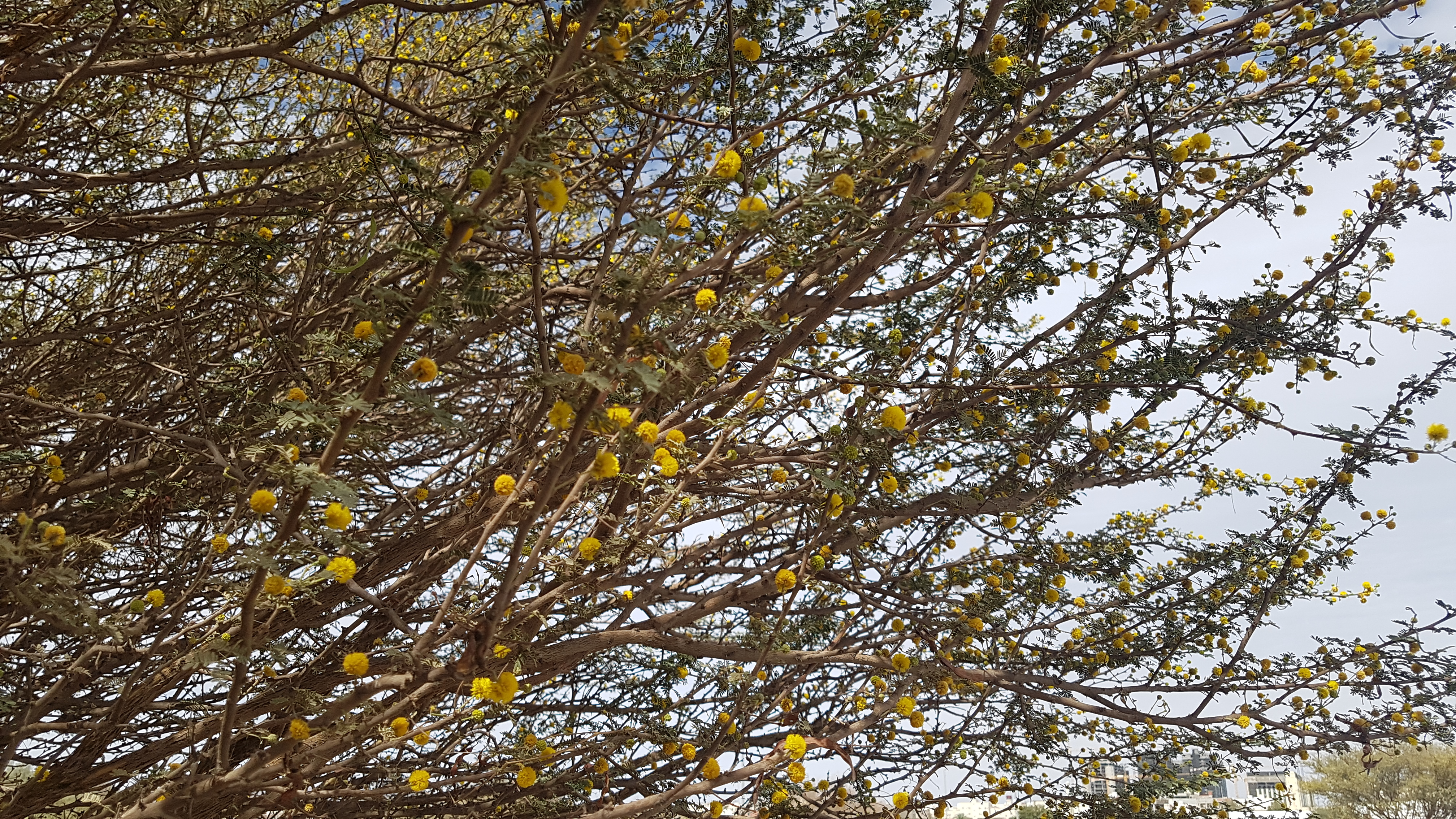
شجرة سلم في وادي العقيق في المدينة المنورة في طور التزهير في فصل الربيع

السَّلَم أو السنط الأرنبرغي (الاسم العلمي:Acacia ehrenbergiana) هو نوع من النباتات يتبع جنس السنط من الفصيلة البقولية. وهي شجيرة أو شجرة صحراوية شوكية طويلة، توجد في شرق وشمال أفريقيا في المناطق الصحراوية قليلة الأمطار. وهي تنتشر في كل أنحاء الجزيرة العربية انتشاراً واسع، عدا المنطقة الجنوبية الشرقية. تنمو في المنخفضات والأودية التي يتجمع بها ماء الأمطار، والترسبات الطينية. يصل ارتفاعها إلى 5.5 م وغالبا تكون متعددة الجذوع ولونها بني بينما الأفرع ممتدة بشكل شبه عمودي والأشواك تصل إلى 4 سم مبيضة اللون والقرون بطول 10 سم.
وتنمو الشجرة بكثرة عند هطول أمطار غزيرة، بنمط عشوائي وعادةً تفصل بينها مسافة 5 أمتار، والشجرة تتحمل الجفاف، وتزرع بخلط بذورها بروث الحيوانات لتحسين الإنبات، ويمكن وقف بشكل تدريجي بعد السنة الأولى من زراعتها.

## خصائص

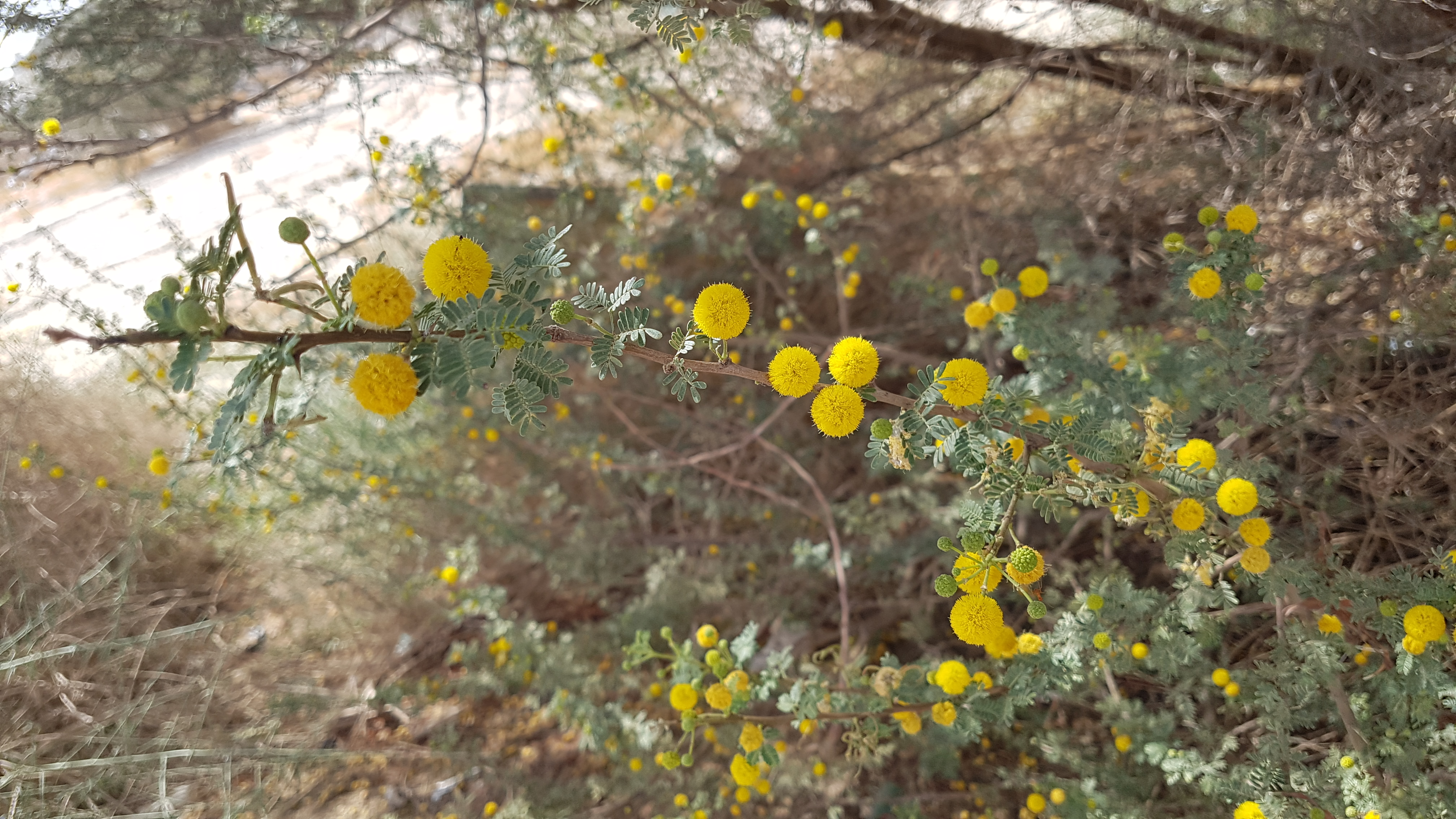
أزهار السلم في الربيع مفضله للنحل وهي ذات عسل جيد

أشواك شجرة السلم طويلة وحادة، بلة السلم ذات لون أصفر فاقع جميل، وحبلة السلم عناقيد كبيرة تحوي أكثر من خسمة إلى ستة أبواق (جراب) طويلة، ولون سيقان السلم يميل للأصفر وله قشور مع طبقة خضراء واضحة تحته، وأغصان السلم لينة ضعيفة، وحطب السلم خفيف يحترق سريعاً ولا يمسك جمره النار طويلا. أما جذور السلم عندما تيبس تأكلها التربة سريعاً وتنخرها السوسة (الربية).
ولحاؤها ذو لون بني مُخضر، قابل للتقشير، وكثيراً ما يتم الخلط بينه وبين لحاء سنط السيال بسبب تشابهه الكبير، والاختلاف يمكن في أن للسلم أشواك بيضاء أطول من أوراقه. وللسلم أزهار في نورات رأسية ذات لون أصفر، وقرون طويلة يبلغ طولها 10 سم.
قد يبني النحل من بلّة السلم ويُنتج عسلاً جيد من الشجرة، تتفرع سيقان شجرة السلم مباشرة بعد خروجها من الأرض وينزل الكثير من أغصانها على الأرض مما يسهّل تجمع الرمال عليها مكونة كثبان رملية حولها.
تبدأ بلّة السلم بالظهور في منتصف شهر آذار/مارس وثم تبدأ الحبلة مع بداية شهر أيار/مايو وتستمر حتى منتصف شهر يونيو/حزيران عندما تبدأ بالتشقير.

## فوائدها
لطلح السلم في المناطق الصحراوية أهمية بالغة فهي تحافظ على تماسك التربة بفضل تعدد جذوعها وجذورها المتشعبة في الأرض لمسافات كبيرة، وهي كذلك مصدر غذائي لكثير من الحيوانات الصحراوية مثل الإبل وغيرها من الحيوانات الرعوية، ولها دور في صد الرياح، وتعديل الجو الصحراوي المحيط بها، وهي توفر الظل للإنسان والحيوانات الصحراوية ويستفاد من أغصانها اليابسة في إشعال النار للتدفئة أو الطبخ.
ويُمكن صُنع من لحائه حبال ليفية، ويستخدم كعلف، ويُستخرج منه سائل القطران يستخدم لطلاء جلود الحيوانات لعلاج الجرب، ويستخدم القطران أيضاً لطلاء أشجار الفاكهة لحمايتها من الفطريات والحشرات.
وجاء في لسان العرب لابن منظور :
والسلم : نوع من العضاه. وقال أبو حنيفة : السلم سلب العيدان طولا، شبه القضبان، وليس له خشب وإن عظم، وله شوك دقاق طوال حاد إذا أصاب رجل الإنسان ; قال : وللسلم برمة صفراء فيها حبة خضراء طيبة الريح، وفيها شيء من مرارة وتجد بها الظباء وجدا شديدا، واحدته سلمة، بفتح اللام، وقد يجمع السلم على أسلام.
وفي حديث جرير : بين سلم وأراك ; السلم : شجر من العضاه وورقها القرض الذي يدبغ به الأديم، وبه سمي الرجل سلمة، ويجمع على سلمات. وفي حديث ابن عمر : أنه كان يصلي عند سلمات في طريق مكة ; قال : ويجوز أن يكون بكسر اللام جمع سلمة وهي الحجر، أبو عمرو : السلام ضرب من الشجر، الواحدة سلامة، والسلام والسلام أيضا : شجر وواحدته سلامة. وأرض مسلوماء : كثيرة السلم. وأديم مسلوم : مدبوغ بالسلم. والجلد المسلوم : المدبوغ بالسلم. شمر : السلمة شجرة ذات شوك، يدبغ بورقها وقشرها ويسمى ورقها القرض لها زهرة صفراء فيها حبة خضراء طيبة الريح تؤكل في الشتاء وهي في الصيف تخضر.
وإذا دبغ الأديم بورق السلم فهو مقروظ، وإذا دبغ بقشر السلم فهو مسلوم.

## وصلات خارجية
- للتفريق بين شجرة طلح السمر، وشجرة طلح السلم
- معلومات عن طلح السلم